# Timea Bacsinszky
Timea Bacsinszky (født 8. juni 1989 i Lausanne af ungarske forældre) er en kvindelig tennisspiller fra Schweiz. Timea Bacsinszky startede sin karriere i 2003. 
7. juni 2010 opnåede Timea Bacsinszky sin højeste WTA single rangering på verdensranglisten som nummer 37. 